# Laoqiao (köpinghuvudort i Kina, Jiangxi Sheng, lat 27,30, long 115,14)
Laoqiao är en köpinghuvudort i Kina. Den ligger i provinsen Jiangxi, i den sydöstra delen av landet, omkring 170 kilometer sydväst om provinshuvudstaden Nanchang. Antalet invånare är 19 384. Befolkningen består av 9 143 kvinnor och 10 241 män. Barn under 15 år utgör 21,0 %, vuxna 15-64 år 70 %, och äldre över 65 år 8,0 %.
Runt Laoqiao är det ganska tätbefolkat, med 166 invånare per kvadratkilometer. Närmaste större samhälle är Fengjiang, 17,7 km nordväst om Laoqiao. Trakten runt Laoqiao består till största delen av jordbruksmark.
Genomsnittlig årsnederbörd är 2 089 millimeter. Den regnigaste månaden är juni, med i genomsnitt 356 mm nederbörd, och den torraste är oktober, med 23 mm nederbörd.